# Mustela sibirica

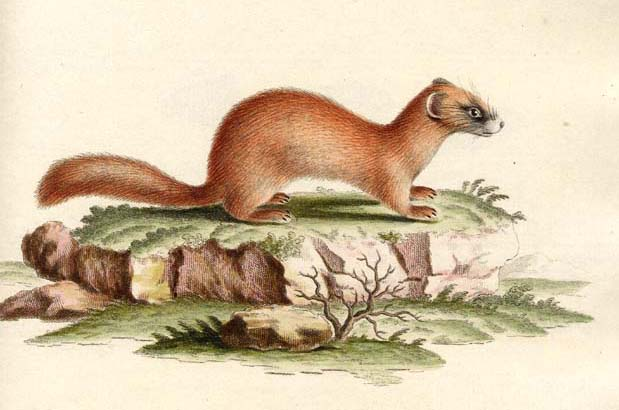
Comadreja siberiana

La comadreja siberiana (Mustela sibirica) es una especie de mamífero carnívoro de la familia Mustelidae. Los chinos la llaman huang shu lang (黃鼠狼), literalmente «rata lobo amarilla».

## Distribución y población
La comadreja siberiana habita la región oriental de Asia, desde el norte del mar de Ojotsk, hasta el sur de la provincia de Cantón en China. Hacia el suroccidente habita hasta la margen del desierto del Gobi y más al Norte hasta la parte europea de Rusia. Ha sido introducida por el hombre en las islas del Japón.

## Características
Esta comadreja tiene el dorso de color marrón claro, el cual a medida que desciende se va tornando más tenue y amarillento. La punta de la cola puede ser de color marrón obscuro. Los machos miden 28 a 39 cm de largo con una longitud, excluyendo la cola de entre 15,5 y 21 cm; pesan entre 650 y 820 gramos. Las hembras son más pequeñas con una longitud de 25 a 30 cm, con un largo excluyendo la cola de entre 13,3 y 16,4 cm; pesan entre 360 y 430 g. Los miembros miden entre 6 y 7,2 cm.

## Ecología
Dieta
La comadreja siberiana exhibe una dieta mesocarnívora (50–70% de presas vertebradas) a hipercarnívora (> 70% de presas vertebradas) que depende en gran medida del hábitat y la ubicación. Campañoles pequeños, ratones y picas constituyen la dieta básica de la comadreja Siberian en la mayoría de los lugares. Los roedores de mayor tamaño, como las ardillas coreanas, las ratas almizcleras invasoras y otras ardillas, también son presa de ellas. Las aves, los anfibios, el pescado, los huevos, las bayas y las nueces se consumen cuando no hay roedores disponibles.
En las islas Tsushima de Japón, los análisis de heces ( n = 218) revelan que la comadreja siberiana exhibe una dieta mesocarnívora: pequeños mamíferos (35 %, porcentaje promedio de presencia relativa), insectos (20 %), bayas y semillas (13 %), aves (10 %), material vegetal (10 %), lombrices de tierra (7 %) y anfibios y reptiles (5 %). exhibe diferencias estacionales en las dietas. Las orugas y los escarabajos son comunes en primavera y verano (24,4–31,8 %), y las lombrices de tierra (19,8 %) se consumen durante el otoño. Durante el invierno, los tetrápodos comprenden casi el 80% de la dieta, incluido un aumento en el consumo de aves (24,5%). Los pequeños mamíferos siguen siendo las presas más comunes durante todo el año (22,6–48,9 %), y una gran parte consiste principalmente en ratones domésticos (Mus musculus) y ratones de campo, el gran ratón de campo japonés Apodemus speciosus y el pequeño ratón de campo japonés Apodemus argenteus. Sorprendentemente, los materiales vegetales también se encuentran durante todo el año (12,8–28,6%). Heces (n = 115) de las praderas de Aoshima, Japón, también revelar una dieta mesocarnívora; insectos (68,7%, porcentaje medioedad de aparición absoluta), mamíferos (48,7%), anfibios (13,0%), peces (12,2%) y reptiles (9,6%) son las presas dominantes.
En el Bosque Guandaushi de Taiwán, análisis de heces (n = 157) revelan que los artrópodos (43,6%, porcentaje medio de ocurrencia), pequeños mamíferos (26.0%) y lombrices de tierra (17.6%) son las presas dominantes en esta región, las Musaraña china de dientes blancos (Crocidura kurodai) y la musaraña taiwanesa (Chodsigoa sodalis) es la más importante entre las presas de mamíferos, que se encuentra en un tercio de todos los excrementos analizados. Por otro lado, en pastos alpinos de gran altura de Taiwán, la comadreja siberiana exhibe una dieta hipercarnívora donde los pequeños mamíferos, en particular los roedores, incluido la rata de vientre blanco (Nivienter culturatus), el ratón de campo de Taiwán (Apodemus semotus), Campañol de Kikuchi (Microtus kikuchii) y el campañol de Père David (Eothenomys melanogaster) (92,0%, promedio porcentaje de ocurrencia relativa), son las presas más dominantes.
competencia e interacciones con otros depredadores
La comadreja siberiana exhibe una gran superposición dietética con la marta de garganta amarilla en Tawu Reserva Natural de la Montaña, Taiwán, lo que sugiere interespecífica competencia por la comida. A pesar de lo parecido dietas, las martas de garganta amarilla exhiben casi exclusivamente patrones de actividad, mientras que la comadreja siberiana es casi exclusivamente nocturna, sugiriendo así que los 2 mustélidos limitan la competencia evitando el uno al otro temporalmente. De manera similar, la comadreja siberiana y los tejones turones chinos  (Melogale moschata) tienen una superposición dietética sustancial en los bosques de Guandaushi de Taiwán, la abundancia relativa de los elementos de presa para cada uno diferían significativamente. Además, la comadreja siberiana se encuentra en elevaciones más altas (1.400–1.700 m) caracterizado por bosque secundario y terreno llano, mientras que los tejones turones chinos se encuentran en elevaciones más bajas (850–1400 m) caracterizadas por bosques primarios.

## Industria de pinceles
Occidente
El pelaje de esta comadreja (concretamente el invernal) se utiliza para la elaboración de pinceles que son especialmente apreciados por los artistas.
China
En China el pelaje color naranja es utilizado para elaborar pinceles para los calígrafos del lejano oriente. Su pelo es apreciado debido a que es más resistente que el pelo de cabra.